# 鹿野菜穂子
鹿野 菜穂子（かの なおこ、1959年 - ）は、日本の法学者。専門は、民法・財産法・消費者法。慶應義塾大学名誉教授、内閣府消費者委員会委員長、日本消費者法学会理事長。元厚生労働省中央労働委員会会長代行。

## 人物・経歴
福岡県出身。福岡県立修猷館高等学校を経て、1983年九州大学法学部卒業。1985年九州大学大学院法学研究科修士課程修了。1988年九州大学大学院法学研究科博士後期課程単位取得退学、九州大学法学部助手。1990年東京商船大学助教授。1992年神奈川大学法学部助教授。1994年立命館大学法学部助教授。1998年立命館大学法学部教授。2001年京都府都市計画審議会委員、京都市土地利用調整審査会委員。
2005年慶應義塾大学大学院法務研究科教授。2006年東京都消費生活対策審議会委員、東京都消費者被害救済委員会委員。2007年内閣府国民生活審議会消費者契約法評価検討委員会委員、公正取引委員会独占禁止政策協力委員。2008年国民生活センター消費生活専門相談員資格認定試験委員。2009年法務省法制審議会民法（債権関係）部会幹事。
2010年厚生労働省中央労働委員会公益委員、国民生活センター紛争解決委員会委員。2011年消費者庁消費者の財産被害に係る行政手法研究会委員、消費者委員会消費者契約法調査作業チーム委員。2015年自賠責保険・共済紛争処理機構評議員。2016年法務省検察官・公証人特別任用等審査会委員。2019年自動車製造物責任相談センター理事、公正取引委員会独占禁止懇話会会員。2020年大学基準協会法務系専門職大学院認証評価委員会委員。
2021年日本消費者政策学会副会長、中央労働委員会会長代行、文部科学省原子力損害賠償紛争審査会委員。2022年東京都消費生活対策審議会会長。2023年内閣府消費者委員会委員長、厚生労働省特定受託事業者の就業環境の整備に関する検討会委員、九州大学経営協議会委員。2025年慶應義塾大学名誉教授。日本消費者法学会理事長、厚生労働省中央労働委員会あっせん員なども歴任した。財産法・消費者法専攻。

## 著書
- 『バージョンアップ法学入門』（新倉修, 植村勝慶と共編著）日本評論社 1998年
- 『高齢者の生活と法』（大河純夫, 二宮周平と共編）立命館大学人文科学研究所 1999年
- 『国境を越える消費者法』（谷本圭子と共編）日本評論社 2000年
- 『民法入門・総則』（安井宏, 後藤元伸, 中田邦博と共著）法律文化社 2005年
- 『民法 2』（中山知己, 草野元己, 清原泰司, 岸上晴志, 鶴井俊吉と共著）不磨書房 2005年
- 『はじめての契約法』（笠井修, 滝沢昌彦, 野澤正充と共著）有斐閣 2006年
- 『家族法』（半田吉信, 佐藤啓子, 青竹美佳と共著）法律文化社 2006年
- 『レクチャー消費者法』（長尾治助, 中田邦博と共編）法律文化社 2011年
- 『ヨーロッパ消費者法・広告規制法の動向と日本法』（中田邦博と共編）日本評論社 2011年
- 『消費者法と民法 : 長尾治助先生追悼論文集』（中田邦博, 松本克美と共編）法律文化社 2013年
- 『基本講義消費者法』（中田邦博と共編）日本評論社 2013年
- 『消費者法の現代化と集団的権利保護』（中田邦博と共編）日本評論社 2016年